# 리나레스현

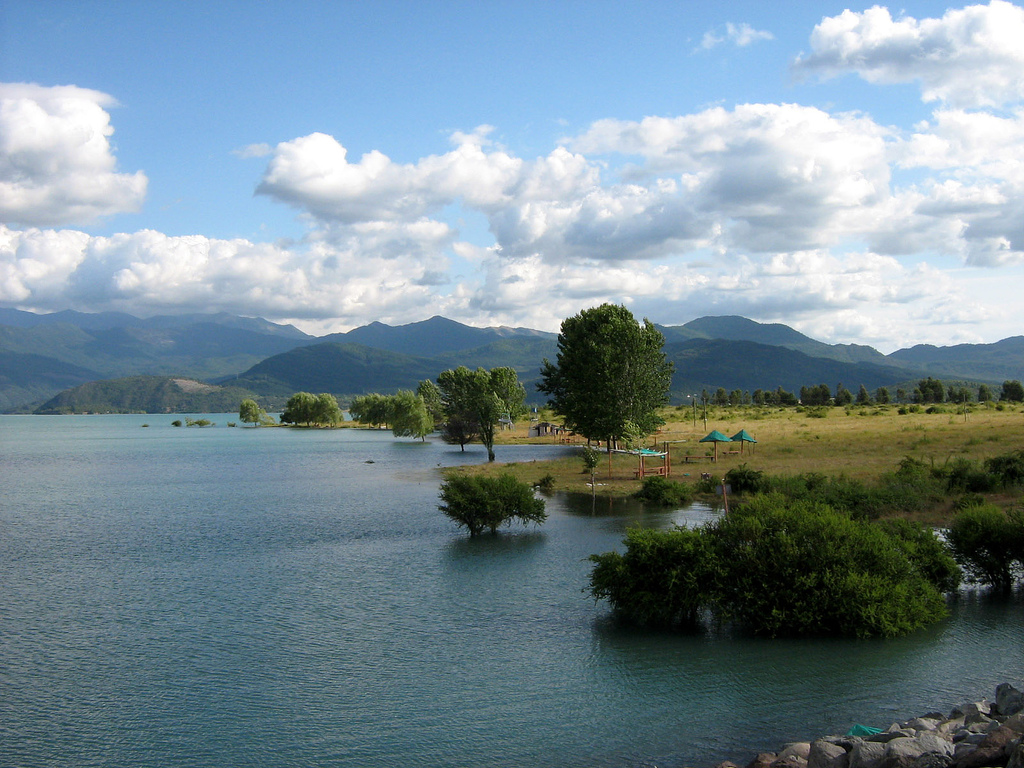

리나레스현(스페인어: Provincia de Linares)은 칠레 마울레 주를 구성하는 4개의 현 가운데 하나로 현도는 리나레스이며 면적은 10,050.2km2, 인구는 264,292명(2012년 기준), 인구 밀도는 26명/km2이다.